# 네덜란드 미술사 연구소

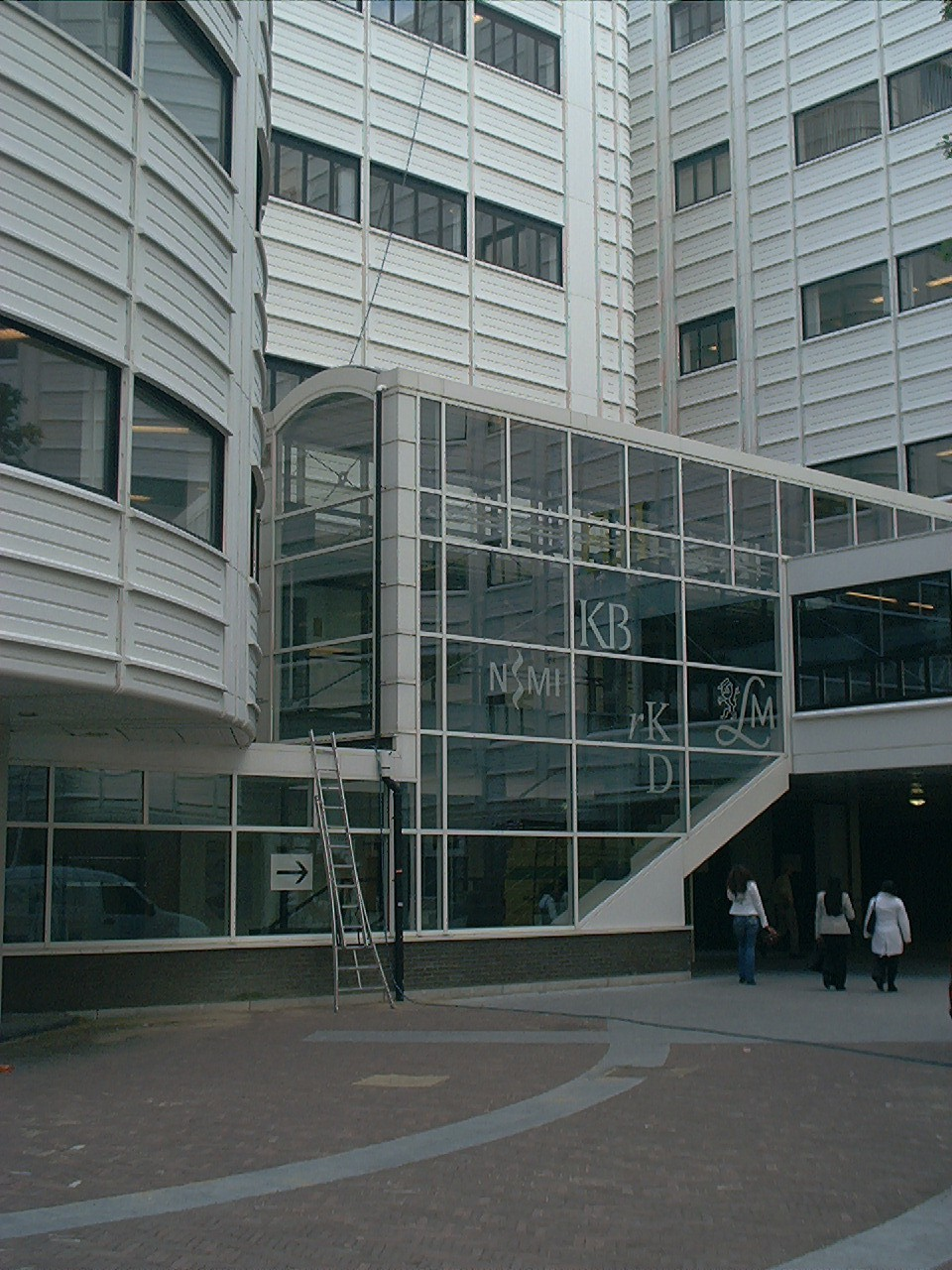
덴하흐 센트랄역 인근 RKD 및 네덜란드 왕립도서관 건물

네덜란드 미술사 연구소(네덜란드어: RKD-Nederlands Instituut voor Kunstgeschiedenis, RKD, 영어: Netherlands Institute for Art History)는 네덜란드 헤이그에 위치한 미술사 연구소이다. 과거 국립 미술사 기록보관소(네덜란드어: Rijksbureau voor Kunsthistorische Documentatie)라는 이름으로 운영되었다. 네덜란드 미술사 연구소는 유럽의 후기 중세부터 근대에까지에 이르는 미술 문서, 자료와 도서를 전문으로 다루고 있다. 대부분의 자료를 디지털화하여 웹사이트에서 접근할 수 있다.

## 오픈 액세스 웹사이트
도서관 소장 자료가 모두 디지털화된 것은 아니지만, 대부분의 메타데이터는 온라인에서 접근 가능하다. 웹사이트 자체는 네덜란드어와 영어 사용자 인터페이스로 제공된다.

### 온라인 작가 페이지
작가 데이터베이스 RKDartists에서 각 작가에게는 레코드 번호가 부여된다. 작가 페이지를 직접 참조하려면 레코드 하단에 나열된 코드를 사용하면 된다. 일반적으로 https://rkd.nl/en/explore/artists/ 다음에 작가의 레코드 번호를 입력하는 형식이다. 예를 들어, 살바도르 달리의 작가 레코드 번호는 19752이므로, 그의 RKD 작가 페이지를 참조할 수 있다.

### 온라인 작품 페이지
이미지 데이터베이스 RKDimages에서 각 작품에는 레코드 번호가 부여된다. 작품 페이지를 직접 참조하려면 레코드 하단에 나열된 코드를 사용하면 된다. 일반적으로 https://rkd.nl/en/explore/images/ 다음에 작품의 레코드 번호를 입력하는 형식이다. 예를 들어, '야경(The Night Watch)'의 작품 기록 번호는 3063이므로 RKD 작품 페이지를 참조할 수 있다.

### 예술 용어 온라인 시소러스
'예술 및 건축 시소러스' 역시 각 용어에 대한 기록을 할당하지만, 기록 번호로 온라인에서 참조할 수는 없다. 대신, 데이터베이스에서 사용되며 데이터베이스에서 용어를 검색할 수 있다. 예를 들어, '야경'이라는 그림은 민병대 그림이며, 이미지 화면에서 이 키워드(네덜란드어: algemene trefwoord)에 해당하는 모든 기록을 선택하면 볼 수 있다.
시소러스는 일반적인 용어들의 집합이지만, RKD에는 오늘날 대부분 성경 관련 내용으로 채워져 있는 예술 작품을 설명하는 다른 형태의 데이터베이스도 포함되어 있다. 바로 '아이콘클래스' 데이터베이스이다. 미리암의 춤을 묘사한 모든 이미지를 보려면 관련 아이콘클래스 코드인 71E1232를 특수 검색어로 사용할 수 있다.